# Диболд I фон Хоенгеролдсек
Диболд I (Диполт I) фон Хоенгеролдсек (на немски: Diebold I zu Hohengeroldseck; Diepolt I von Hohen-Geroldseck; * пр. 1427; † между 1 януари и 6 май 1461) е господар на господството Хоенгеролдсек.

## Произход
Той е син на Валтер VIII фон Хоенгеролдсек († сл. 1432) и съпругата му Елизабет фон Лихтенберг († сл. 1427), дъщеря на Конрад II фон Лихтенберг († 1390) и Йохана фон Бланкенберг-Бламонт († сл. 1422).

## Фамилия
Първи брак: ок. 1427 г. с Урсула фон Еберщайн († сл. 1428), вдовица на Хайнрих V фон Дирзберг-Геролдсек-Лар († 1426), дъщеря на граф Вилхелм II фон Еберщайн († 1385) и Маргарета фон Ербах-Ербах († 1395). Те нямат деца.
Втори брак: на 27 декември 1446 г. с Доротея фон Тенген († сл. 1463), дъщеря на граф Йохан IV фон Еглизау-Неленбург († 1438) и Анна Малтерер († сл. 1438). Те имат пет деца:
- Диполт II фон Хоенгеролдсек (* пр. 1466; † 1499), женен за Елизабет фон Родемахерн († сл. 1463)
- Ганголф I фон Хоенгеролдсек (* пр. 1466; † 1513), господар на Шенкенцел, женен пр. 28 април 1481 г. за Кунигунда фон Монфор-Ротенфелс-Васербург († сл. 1498)
- Валтер фон Хоенгеролдсек (* пр. 1466; † сл. 1470)
- Вероника фон Хоенгеролдсек († сл. 1481)
- Лукарда фон Хоенгеролдсек († сл. 1464)

От друга връзка той има трима сина:
- Бернхард фон Хоенгеролдсек († сл. 1487)
- Лоренц фон Хоенгеролдсек († сл. 1489)
- Кристоф фон Хоенгеролдсек († сл. 1489)